# Восточнотиморско-израильские отношения
Восточнотиморско-израильские отношения — двусторонние международные дипломатические, военные, торговые, культурные и иные исторические и настоящие отношения между Восточным Тимором и Государством Израиль.
Дипломатические отношения между двумя странами были установлены в мае 2002 года. Израиль представлен в Восточном Тиморе нерезидентным послом, который работает в посольстве в Сингапуре. Восточный Тимор признал Государство Израиль 29 августа 2002 года.

## История
Жозе Рамуш-Орта, в будущем второй президент Восточного Тимора, встречался с министром иностранных дел Израиля Шимоном Пересом в ООН незадолго до того как его страна обрела независимость в 2002 году от Индонезии.
В феврале 2011 года Рамуш-Орта, уже будучи президентом Восточного Тимора, посетил Израиль с официальным визитом. Он вновь встретился с Шимоном Пересом, который на тот момент уже занимал пост президента Израиля. Румуш-Орта просил лидеров еврейского государства о помощи в областях сельского хозяйства, продовольствия и морской безопасности. Рамуш-Орта также выступил с лекцией в Институте международных отношений им. Леонарда Дэвиса при Еврейском университете в Иерусалиме.